# Ministerio de Ambiente y Recursos Naturales (Guatemala)
El Ministerio de Ambiente y Recursos Naturales - MARN - es la institución pública en Guatemala a la que le corresponde formular y ejecutar las políticas relativas a su ramo cumplir y hacer que se cumpla el régimen concerniente a la conservación sostenibilidad y mejoramiento del ambiente y los recursos naturales en el país y el derecho humano a un ambiente saludable y ecológicamente equilibrado debiendo prevenir la contaminación del ambiente disminuir el deterioro ambiental y la pérdida del patrimonio natural.

## Logotipos

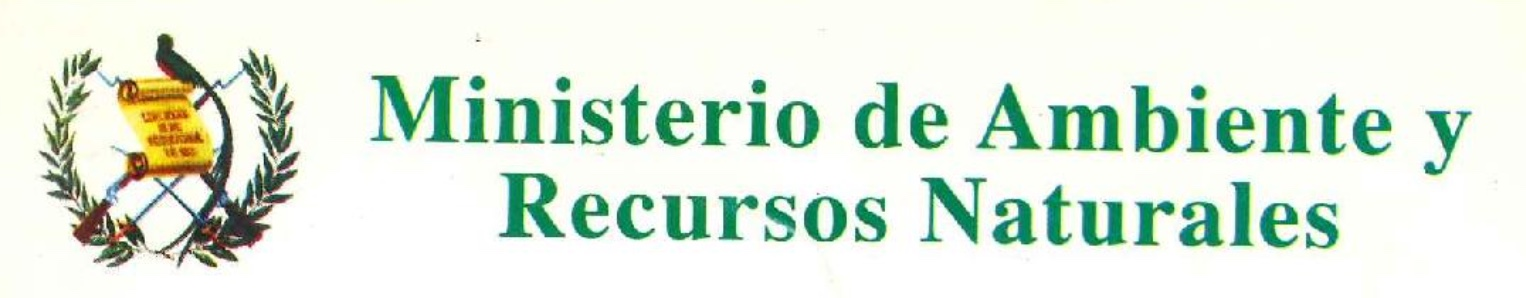
Logotipo durante la presidencia de Alfonso Portillo (2000-2004)
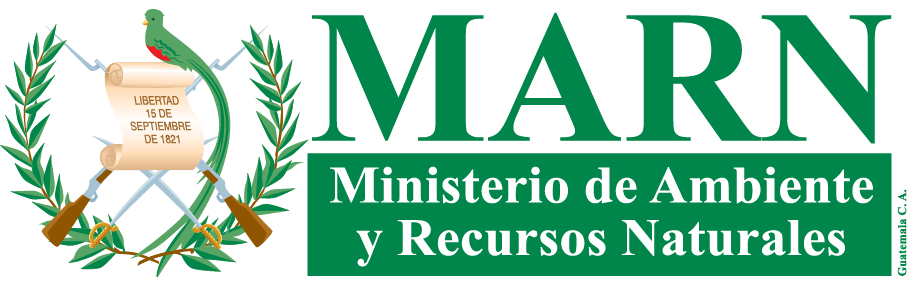
Logotipo durante la presidencia de Óscar Berger (2004-2008)
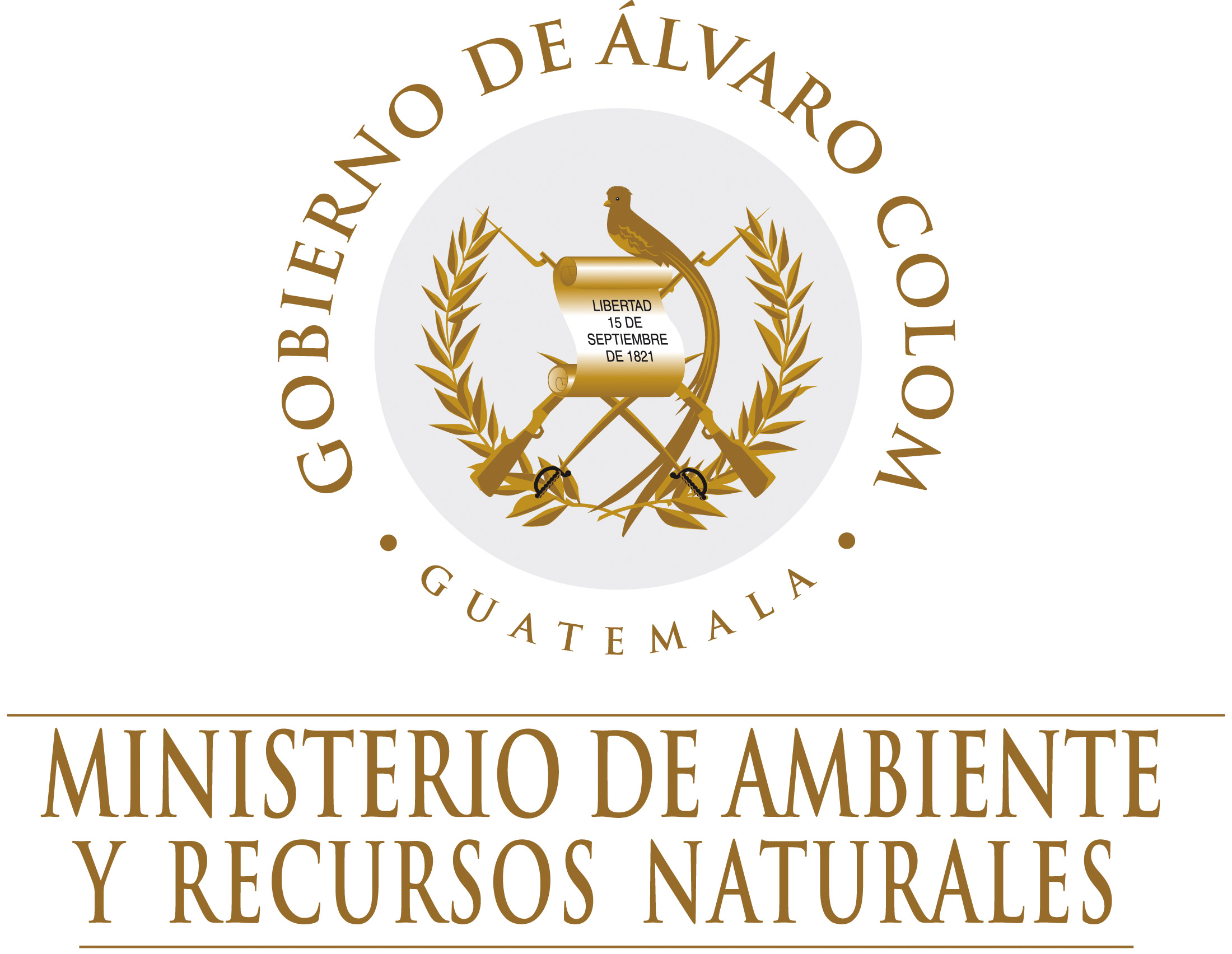
Logotipo durante la presidencia de Alvaro Colom (2008-2012)
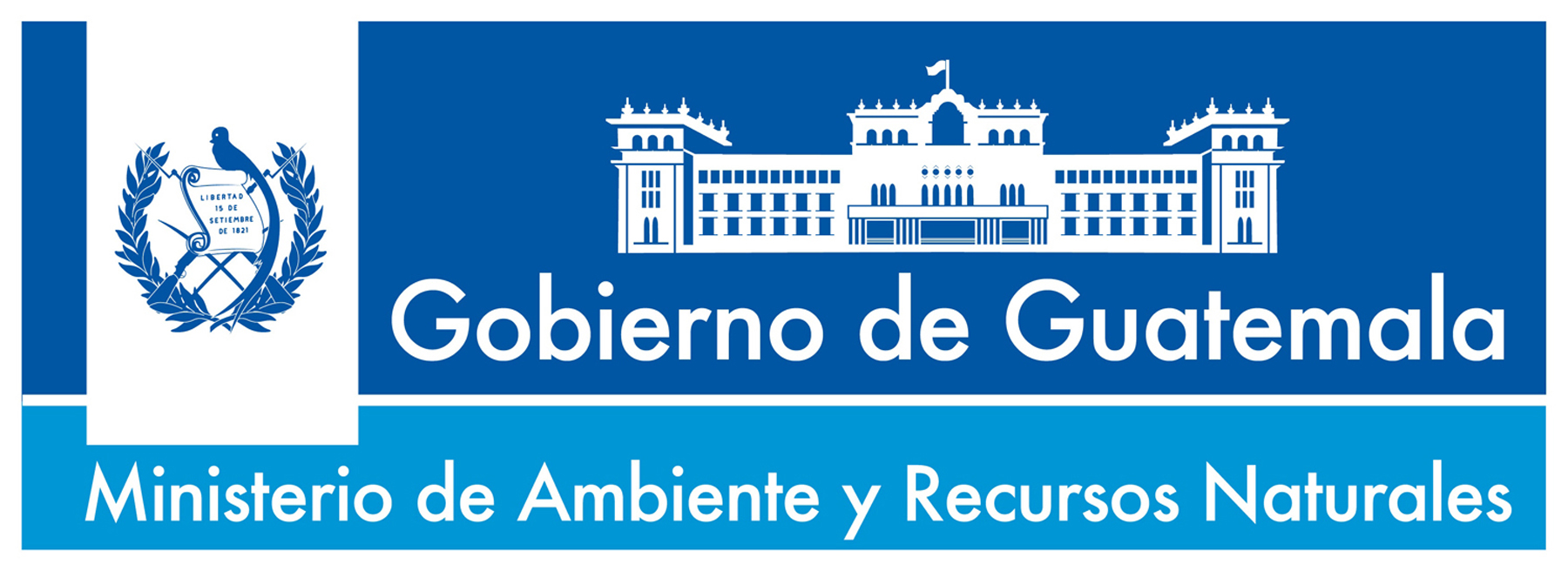
Logotipo durante la presidencia de Otto Perez Molina (2012-2015)
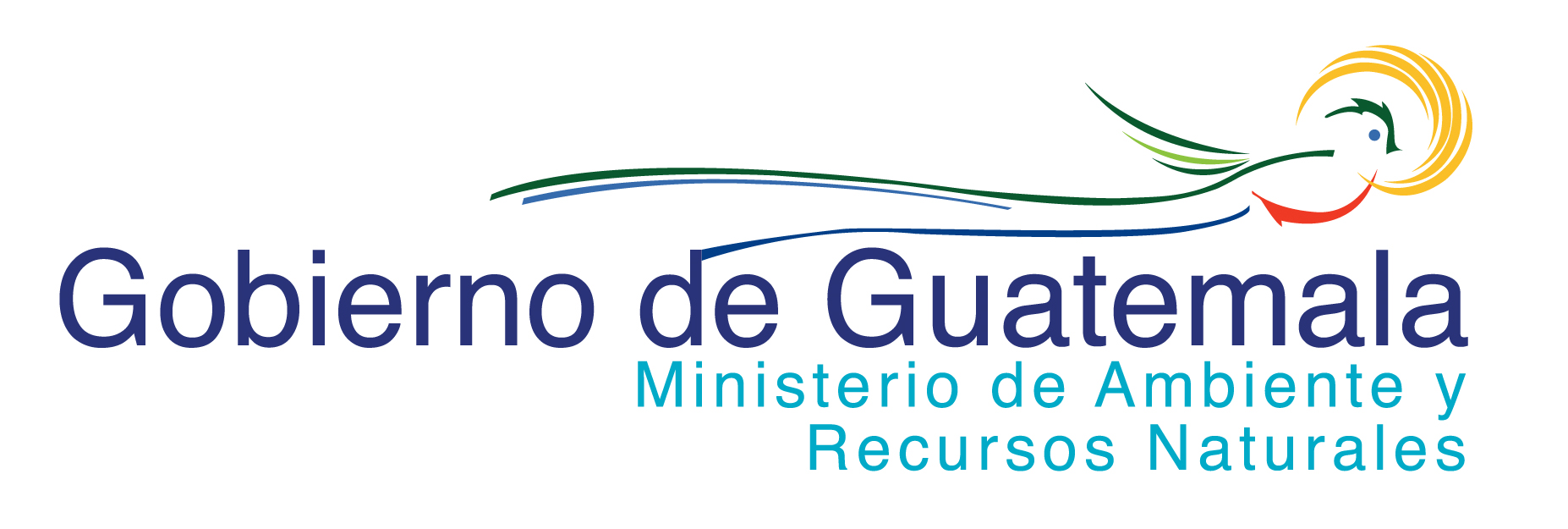
Logotipo durante la presidencia de Alejandro Maldonado (2015-2016)
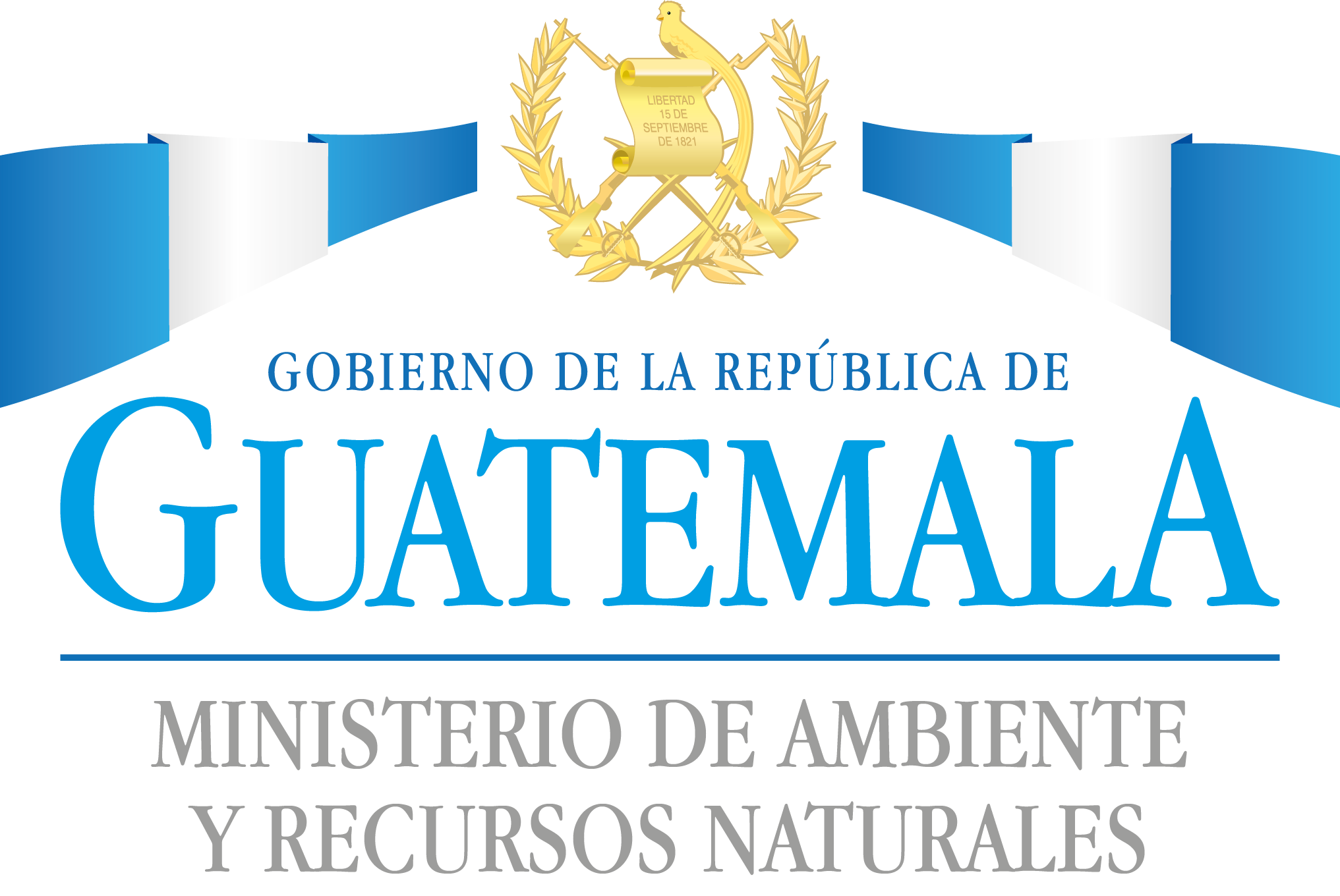
Logotipo durante la presidencia de Jimmy Morales (2016-2020)
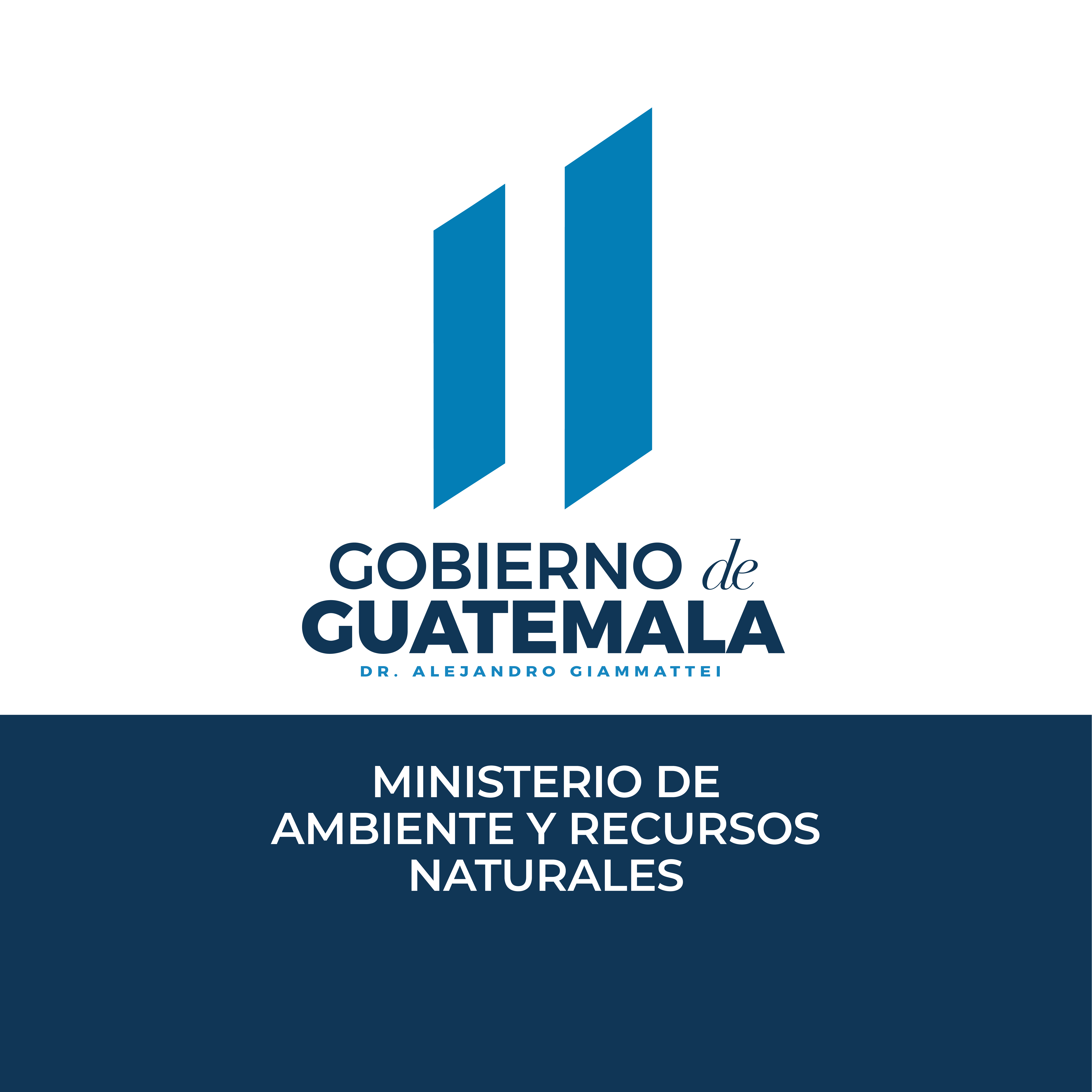
Logotipo durante la presidencia de Alejandro Giammattei (2020-2024)

## Funciones
De acuerdo con el artículo 29 Bis del Dto. N.º 114-97 del Congreso de la República de Guatemala, Ley del Organismo Ejecutivo, se establecen las funciones del Ministerio de Ambiente y Recursos Naturales, las cuales son:
1. Formular participativamente la política de conservación, protección y mejoramiento del ambiente y de los recursos naturales, y ejecutarla en conjunto con las otras autoridades con competencia legal en la materia correspondiente, respetando el marco normativo nacional e internacional vigente en el país.
2. Formular las políticas para el mejoramiento y modernización de la administración descentralizada del sistema guatemalteco de áreas protegidas, así como para el desarrollo y conservación del patrimonio natural del país incluyendo las áreas de reserva territorial del Estado;
3. Formular, en coordinación con el Ministerio de Agricultura, Ganadería y Alimentación, la política sobre la conservación de los recursos pesquero y suelo, estableciendo los principios sobre su ordenamiento, conservación y sostenibilidad, velando por su efectivo cumplimiento;
4. En coordinación con el Consejo de Ministros, incorporar el componente ambiental en la formulación de la política económica y social del Gobierno, garantizando la inclusión de la variable ambiental y velando por el logro de un desarrollo sostenible;
5. Diseñar, en coordinación con el Ministerio de Educación, la política nacional de educación ambiental y vigilar porque se cumpla;
6. Ejercer las funciones normativas, de control y supervisión en materia de ambiente y recursos naturales que por ley le corresponden, velando por la seguridad humana y ambiental;
7. Definir las normas ambientales en materia de recursos no renovables;
8. Formular la política para el manejo del recurso hídrico en lo que corresponda a contaminación, calidad y para renovación de dicho recurso;
9. Controlar la calidad ambiental, aprobar las evaluaciones de impacto ambiental, practicarlas en caso de riesgo ambiental y velar porque se cumplan, e imponer sanciones por su incumplimiento;
10. Elaborar las políticas relativas al manejo de cuencas hidrográficas, zonas costeras, océanos y recursos marinos;
11. Promover y propiciar la participación equitativa de hombres y mujeres, personas naturales o jurídicas, y de las comunidades indígenas y locales en el aprovechamiento y manejo sostenible de los recursos naturales;
12. Elaborar y presentar anualmente el informe ambiental del Estado;
13. Promover la conciencia pública ambiental y la adopción del criterio de precaución.

## Organización
El Ministerio de Ambiente y Recursos Naturales de la República de Guatemala se conforma por:
Despacho Superior Y Vicedespachos:
- Ministro de Ambiente y Recursos Naturales 
  - Viceministro de Ambiente
  - Viceministro del Agua
  - Viceministro de Recursos Naturales y Cambio Climático
  - Viceministro Administrativo Financiero

El Despacho Superior con los  Viceministerio cuenta con sus Direcciones y Departamentos. En el Despacho Superior está conformado por: 
- - Unidad de Asesoría Jurídica
  - Unidad de Planificación
  - Unidad de Comunicación Social
  - Unidad de Cooperación Internacional

En El ViceDespacho de Ambiente está conformado por 
- - Dirección De Gestión Ambiental Y Recursos Naturales
  - Dirección de Coordinación Nacional
  - Dirección de Cumplimiento Legal
  - Dirección de Formación y Participación Ciudadana

En El ViceDespacho Del Agua está conformado por:
- - Dirección De Cuencas
  - Dirección De Monitoreo Y Vigilancia del Agua
  - Laboratorio de Calidad del Agua

En El ViceDespacho de Recursos Naturales y Cambio Climático está conformado por:
- - Unidad de Proyectos
  - Dirección de Cambio Climático
  - Dirección para el manejo de Residuos y Desechos Sólidos
  - Dirección de Análisis Geoespacial y Cambio Climático

En El ViceDespacho Administrativo Financiero está conformado por
- - Unidad de Acceso a la Información Pública
  - Dirección Administrativa
  - Dirección de Recursos Humanos
  - Dirección Financiera
  - Dirección Informática

## Ministros
A partir del 1 de enero del año 2001 cuando comenzó la vigencia del ministerio, las personas que han ocupado el cargo de Ministro de Ambiente y Recursos Naturales han sido:
| Nombre | Retrato | Mandato                                        | Presidente           |
| --- | ------- | ---------------------------------------------- | -------------------- |
| Haroldo Quej Chen |         | 1 de enero de 2001 - 26 de marzo de 2001       | Alfonso Portillo     |
| Sergio Augusto Lavarreda Anleu |         | 6 de junio de 2001 - 12 de julio de 2001       | Alfonso Portillo     |
| Carlos Cáceres Ruiz |         | 13 de julio de 2001 - 30 de junio de 2003      | Alfonso Portillo     |
| Alfredo Vladimir Bonilla Betancourt                                                                                               |         | 1 de julio de 2003 - 14 de enero de 2004       | Alfonso Portillo     |
| Juan Mario Dary Fuentes |         | 14 de enero de 2004 - 14 de enero de 2008      | Óscar Berger         |
| Luis Alberto Ferraté Felice |         | 14 de enero de 2008 - 29 de junio de 2011      | Álvaro Colom         |
| Luis Armando Zurita Tablada |         | 29 de junio de 2011 - 14 de enero de 2012      | Álvaro Colom         |
| Marcia Roxana Sobenes García |         | 14 de enero de 2012 - 9 de enero de 2014       | Otto Pérez Molina    |
| Michelle Melisa Martínez Kelly |         | 10 de enero de 2014 - 22 de mayo de 2015       | Otto Pérez Molina    |
| Óscar Ernesto Medinilla Sánchez                                                                                                   |         | 26 de mayo de 2015 - 17 de septiembre de 2015  | Otto Pérez Molina    |
| Andreas Lehnoff Temme |         | 17 de septiembre de 2015 - 14 de enero de 2016 | Alejando Maldonado   |
| Sydney Alexánder Samuels Wilson (enlace roto disponible en Internet Archive; véase el historial, la primera versión y la última). |         | 14 de enero de 2016 - 15 de enero de 2018      | Jimmy Morales        |
| Alfonso Alonzo Vargas |         | 16 de enero de 2018 - 14 de enero de 2020      | Jimmy Morales        |
| Mario Rojas Espino |         | 14 de enero de 2020 - 17 de octubre de 2022    | Alejandro Giammattei |
| Gerson Elias Barrios Garrido |         | 17 de octubre de 2022 - 14 de enero de 2024    | Alejandro Giammattei |
| María José Iturbide |         | 15 de enero de 2024 - 11 de abril de 2024      | Bernardo Arévalo     |
| Patricia Orantes |         | 11 de abril de 2024-presente                   | Bernardo Arévalo     |